# 勐罕镇
勐罕镇，是中华人民共和国云南省西双版纳傣族自治州景洪市下辖的一个乡镇级行政单位。

## 行政区划
勐罕镇下辖以下地区：
曼景匡村、曼听村、曼法村、曼嘎俭村、曼景村、曼么村、勐波村、曼搭村、曼累讷村、国营橄榄坝农场场部、国营橄榄坝农场一区和国营橄榄坝农场二区。

## 中国传统村落
- 2012年12月，曼春满村被评为首批“中国传统村落”。
- 2013年8月，曼乍村被评为第二批中国传统村落。